# Ritorp (naturreservat)
Ritorp är ett naturreservat i Katrineholms kommun i Södermanlands län.
Området är naturskyddat sedan 2006 och är 14 hektar stort. Reservatet består av gammal talldominerad barrblandskog.